# Eduardo Saverin
Eduardo Luiz Saverin, né le 19 mars 1982 à São Paulo au Brésil, est le cofondateur du  site internet du réseau social Facebook, créé en 2004 en compagnie de ses camarades étudiants de l'université Harvard, Mark Zuckerberg, Dustin Moskovitz, Andrew McCollum et Chris Hughes.

## Biographie
Connu comme le cofondateur de Facebook, Eduardo Saverin est né au Brésil à São Paulo. Par sa naissance, il détient la nationalité brésilienne ainsi que la nationalité américaine ayant grandi à Miami (nationalité qu'il abandonne en 2012 pour des raisons d'impositions).  Sa famille est d'origine juive brésilienne. Son père était un homme d'affaires, travaillant dans l'export et l'investissement immobilier. 
Il entre à l'université d'Harvard où il devient membre de la fraternité Phœnix S.K. Club, ainsi que président du comité Harvard Investment Association. En 2006, Eduardo reçoit son diplôme en économie avec la mention magna cum laude. Lors du premier trimestre 2012, en prévision de l'entrée en Bourse du réseau social sur Internet, il décide de renoncer à la nationalité américaine pour ne garder que la double nationalité brésilienne et singapourienne. Cette mesure devrait lui éviter de payer près de 700 millions de dollars d'impôts, la ville-État de Singapour n'ayant pas d'impôt sur les gains en capital.
Dans le film The Social Network (2010) de David Fincher, Eduardo Saverin est interprété par Andrew Garfield, dans lequel il est représenté comme étant le meilleur ami de Mark. 
En 2012, il possédait 53 millions d'actions Facebook (environ 2 % de toutes les actions), d'une valeur d'environ 2 milliards de dollars à l'époque,. En 2021, sa fortune est estimée à environ 18 milliards de dollars.
En 2023, il fait l’acquisition de deux chalets à Courchevel d’une surface totale de 3000 mètres carrés pour 90 millions d’euros.
Il est l'un des hommes les plus riches du Brésil et le plus riche de Singapour.